# Pi canari
El pi canari (Pinus canariensis) és una espècie de conífera de la família Pinaceae originària de les illes Canàries on ocupa una petita àrea i des d'on s'ha estès per tot el món mitjançant repoblacions forestals atès el seu ràpid creixement i rusticitat; a més és resistent al foc i té la capacitat de rebrotar de soca.

## Morfologia

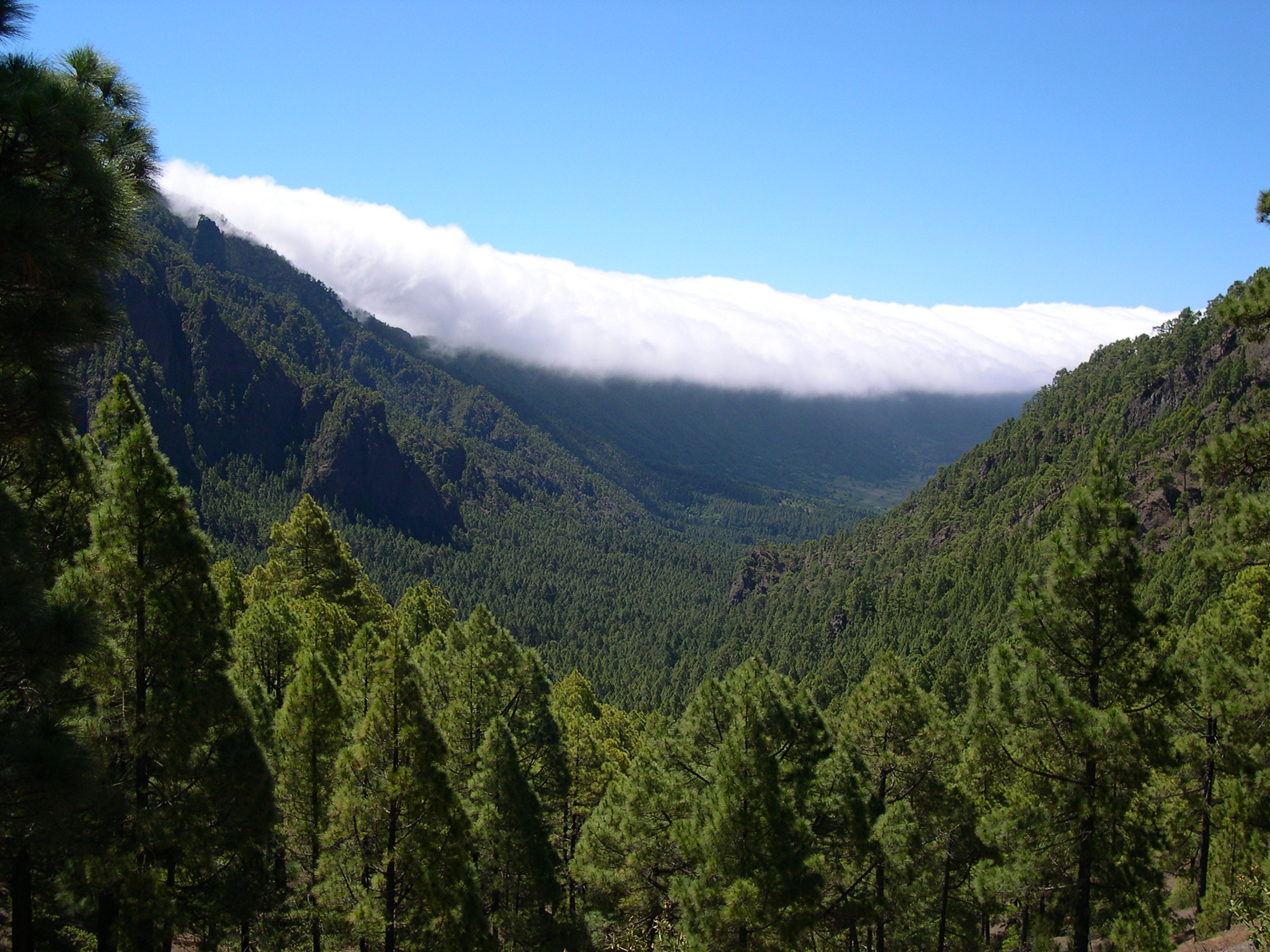
Bosc de pins des del Mirador de La
Cumbrecita cap al sud, a la zona de
El Paso, de La Palma

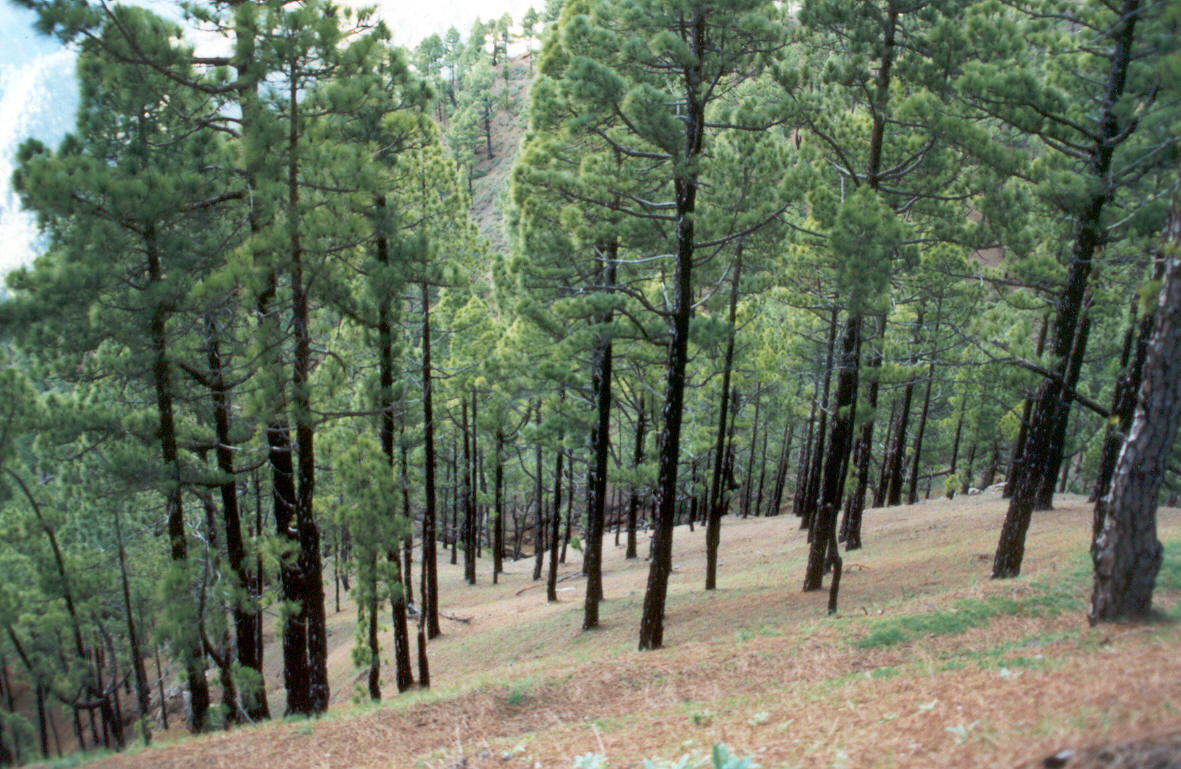
Bosc de pins canaris amb les empremtes visibles d'un incendi anterior

L'escorça és de color marró clar, i és gairebé llisa en els exemplars joves; a mesura que envelleix però, es fa més gruixuda i s'esquerda, adoptant un color vermell bru. En els exemplars més vells, el ritidoma, molt engrossit i irregular, forma plaques llises, amb l'aparença d'espillets, d'un color gris cendrós.
En els primers anys de la seva vida presenta un creixement molt ràpid, amb branques horitzontals amb abundants ramificacions secundàries erectes (les de l'any), amb la qual cosa l'aspecte de l'arbre és piramidal, per a després, i en parar el creixement en alçada, passar la seva forma a ser més de para-sol.
Les fulles són verdes, aciculars, que es desenvolupen sobre els brots de l'any, erectes i groguencs que creixen de gemmes gruixudes, ovalat-cilíndriques i recobertes per escates membranoses marró-vermelloses. Aquest pi té tres acícules per beina, l'únic d'aquest tipus en Euràsia occidental, estant el més proper a l'Himàlaia (Pinus roxburghii), que presenta una gran semblança amb el canari.
El pinyó és oblong, amb endocarpi de color marró clar i albeca blanquinosa que tanca un embrió amb sis a vuit cotilèdons.
És resistent al foc gràcies en part a la gran capa surosa, que cobreix els seus troncs que l'aïlla de la calor i les flames, i que a més té la capacitat de rebrotar de soca, emetent fins i tot branques arran de terra a partir dels fills que tenen fulles glauques. Es considera que és realment la presència de parènquima transversal. Un teixit alimentari amb disposició radial que afavoreix la regeneració de les cèl·lules dels meristemes de creixement, fins i tot després de veure's afectades pel foc, el que proporciona a aquesta espècie la seva gran capacitat de regeneració (es tracta d'un teixit habitual a frondoses, però pràcticament inexistent en gairebé cap mena de coníferes). Això li ha valgut que hagi estat seleccionat per reforestar muntanyes arrasats per incendis al sud d'Europa.

### Fusta
Aquest pi produeix dos tipus de fusta, la fusta blanca i la de tea. La fusta blanca és la més corrent, d'un color blanc lleugerament vermellós, amb el duramen i l'albeca perfectament diferenciats com els anells primaverals i tardor, aquesta fusta és semipesada i semidura, d'estructura homogènia i de gra fi. La fusta és de color uniforme fortament acaramel·lat; duramen i albeca perfectament diferenciats i translúcida l'especejament. És una fusta molt pesada i dura, d'estructura homogènia i gra molt fi.
La fusta blanca corrent és molt semblant a la dels pins euromediterranis, i s'usa en fusteria d'armar i per fusteria de taller de baixa qualitat. Causa de la seva fragilitat i bellíssim poliment, així com la seva resistència al pas del temps la fusta de tea s'usa en ebenisteria, talla, i fusteria de taller, també es va usar durant molt de temps en la construcció de velers i de sostres d'habitatges, esglésies i altres edificis civils.

## Distribució geogràfica

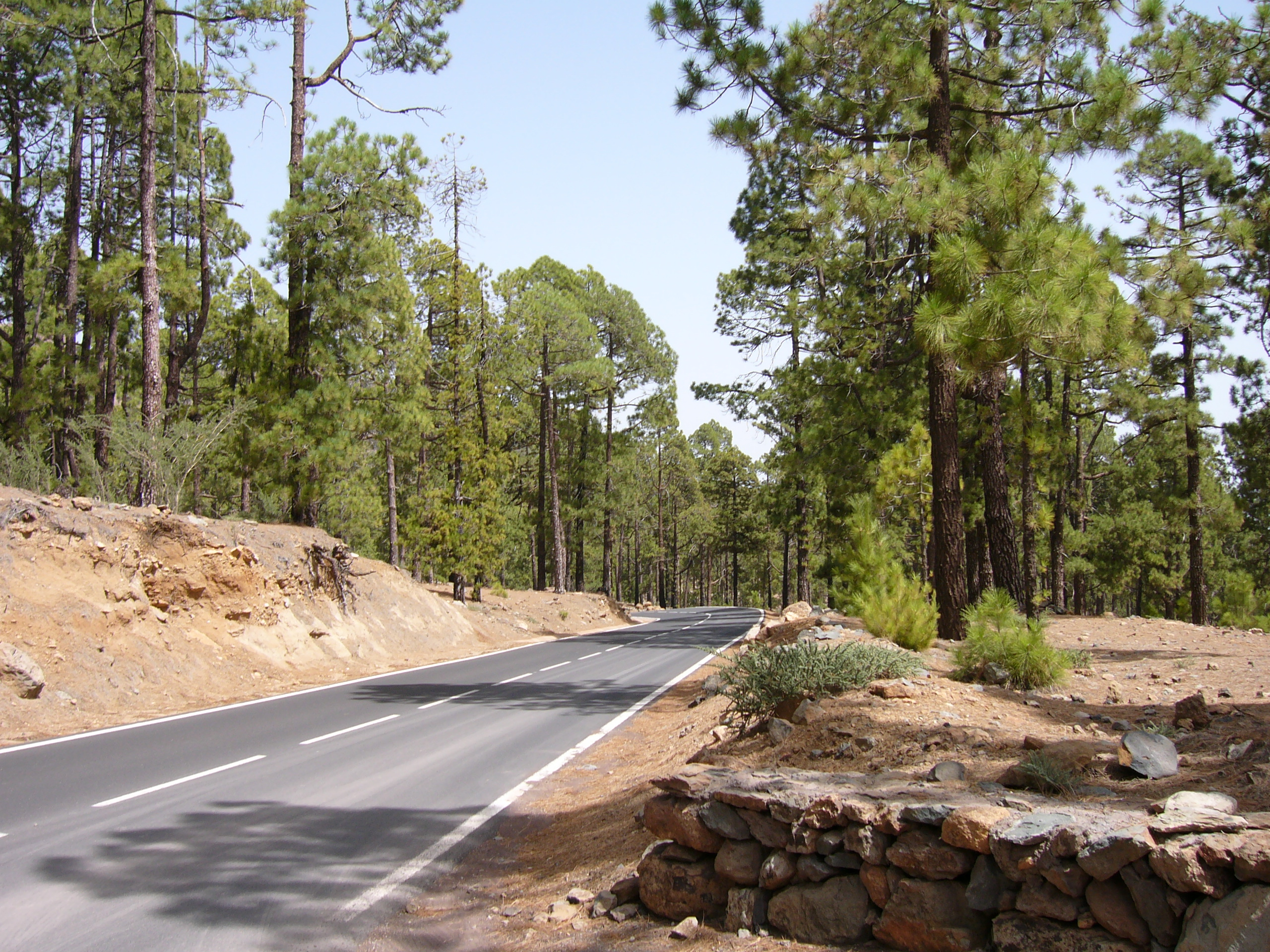
Bosc de pins a Tenerife

De forma natural es troba formant masses boscoses a les illes de Tenerife, La Palma, Gran Canària i El Hierro, especialment en les tres primeres. A La Gomera s'ha introduït artificialment al costat d'altres espècies de pi europees.
La distribució geogràfica del pi canari a les illes no es correspon amb la que primitivament va tenir. El pi ocupa avui nínxols ecològics que no li corresponen, formant comunitats de transició que s'han establert de per si romanen en un equilibri estable. Normalment forma associacions monoespecífiques (bosc de pinedes), encara que acompanyat d'algunes altres plantes vasculars de poca importància. Les pinedes purs es localitzen entre els 700 i 1.200 m
A Ceuta també es presenta una petita comunitat d'aquest pi canari i algun exemplar aïllat per la resta del territori.
És una espècie molt adaptable, altament tolerant a molt diversos tipus de sòl és capaç fins i tot de desenvolupar-se en parets de roca viva gairebé verticals, a causa de la seva alta valència ecològica pot viure en un ampli rang d'alçades, des d'uns 100 m fins als 2.000 m, i poc exigent en la demanda d'humitat, reg, i exposició al sol, encara que prefereix les zones assolellades i seques.

### Distribució històrica
Sembla que durant el Terciari estigués bastant estès per Europa, on cap pi de tres acícules va arribar al període Quaternari excepte el pi canari, que va perdurar fins als finals del Neogen, com han demostrat fòssils trobats al Pliocè de Múrcia i Alacant i el Migdia de França (en Gard), regions des de les quals se suposa que les aus van transportar les seves llavors a Canàries.
A la mateixa Canàries la seva distribució ha canviat considerablement a causa de l'explotació humana. La seva tala indiscriminada va provocar la desaparició de grans masses forestals de pineda, especialment a Tenerife i Gran Canària. D'altra banda, la desforestació de les zones de Monteverde a les illes ha provocat que siguin repoblades espontàniament per pi canari, que en aquesta situació té un paper regressiu.

## Usos

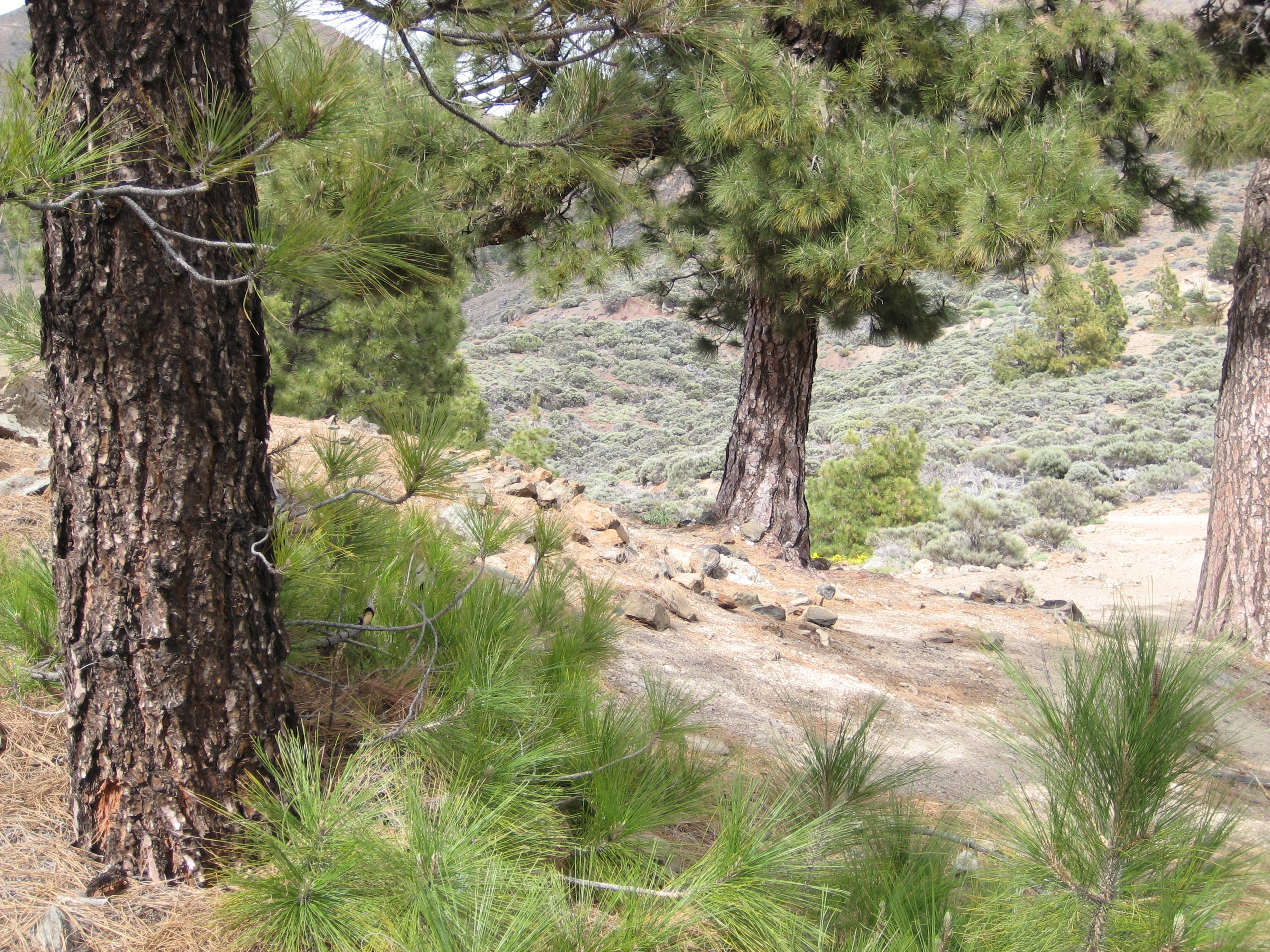
Bosc de pi en les proximitats del Teide

El principal valor de l'espècie és forestal, molt útil en tasques de reforestació, donada la seva gran importància en la subjecció de sòls, la seva facilitat per créixer i desenvolupar-se en terrenys poc evolucionats, rocosos i amb poca matèria orgànica, a més de l'alta valència ecològica, la seva resistència al foc i el seu ràpid creixement.
D'altra banda hi ha la seva utilitat per a l'aprofitament fuster, sobretot en exemplars semimadurs, ja que els vells (els pins de tea) són cada dia més escassos a causa del demandada que està la seva fusta, que és de gran qualitat.
El pi produeix dos tipus de fusta, la fusta blanca i la de tea. La fusta blanca és la més corrent, d'un color blanc lleugerament vermellós, amb el duramen i l'albeca perfectament diferenciats com els anells primaverals i tardor, aquesta fusta és semipesada i semidura, d'estructura homogènia i de gra fi. La fusta ens és de color caramel uniforme; duramen i albeca perfectament diferenciats i translúcida l'especejament. És una fusta molt pesada i dura, d'estructura homogènia i gra molt fi.
La fusta blanca corrent és molt semblant a la dels pins euromediterranis, i s'usa en fusteria d'armar i per fusteria de taller de baixa qualitat. Causa de la seva fragilitat i bellíssim poliment, així com la seva resistència al pas del temps la fusta sellen s'usa en ebenisteria, talla, i fusteria de taller, així mateix es va usar durant molt de temps en la construcció de sostres d'habitatges, esglésies i altres edificis civils.